# إدوارد ك. بيرس
إدوارد ك. بيرس (بالإنجليزية: Edward C. Pierce)‏ هو سياسي أمريكي، ولد في 3 يناير 1930، وتوفي في 4 يوليو 2002. انتخب عضو مجلس ولاية ميشيغان.